# Melbourne Football Club
Melbourne Football Club es un equipo de fútbol australiano con sede en Melbourne, Victoria. Forma parte de la Australian Football League (AFL) y disputa sus partidos en el Melbourne Cricket Ground.
Fundado en 1858 por Tom Wills, capitán del equipo de críquet de Victoria, está considerado el decano del fútbol australiano y uno de los clubes más longevos en cualquier variante de fútbol. De hecho, los miembros del primer plantel del Melbourne F. C. ayudaron a crear el reglamento moderno de este deporte. En 1897 fue uno de los fundadores de la Victorian Football League, competición que en 1990 se transformó en la actual AFL. El equipo es conocido también por su apodo The Demons (los demonios).

## Historia
Considerado el primer equipo de fútbol australiano de la historia, el Melbourne F. C. fue fundado en 1858 por Tom Wills, capitán del equipo de críquet de Victoria, quien propuso crear un equipo de fútbol para que los jugadores de la selección pudieran mantenerse en buena forma durante el invierno austral. El fútbol australiano desarrolló su propio reglamento, inspirado en otros deportes de las colonias británicas como el fútbol gaélico o el rugby, por lo que los miembros del Melbourne F. C. ayudaron a crear el reglamento moderno de 1859 que dotó a este deporte de personalidad propia. Aquel primer plantel estaba capitaneado por H. C. A. Harrison, primo de Wills y uno de los mayores impulsores de este deporte.
El equipo fue miembro fundador de la Asociación de Fútbol de Victoria en 1877 y de la Liga de Fútbol de Victoria (Victorian Football League, VFL) en 1897. En sus primeras temporadas el equipo cosechó solo dos campeonatos nacionales en 1900 y 1926. No fue hasta después de la Segunda Guerra Mundial cuando el Melbourne F. C. experimentó una mejoría deportiva con tres campeonatos consecutivos (1939-1941) y el título de liga en 1948. En la década de 1950, bajo la dirección del exjugador Norm Smith, vivió su etapa dorada con la consecución de cinco campeonatos en un equipo liderado por Ron Barassi, miembro del Salón de la Fama del Deporte australiano.
Después de conquistar la duodécima liga en 1964, el equipo atravesó una mala racha de resultados que vino acompañada por una crisis financiera a partir de los años 1990, coincidiendo con la transformación de la VFL en una liga nacional. En 1996 el equipo estuvo a punto de desaparecer mediante una absorción con Hawthorn Hawks, pero logró salvarse gracias a la compra de un grupo empresarial con varios exjugadores en la junta directiva. En todo ese tiempo, sus aficionados solo pudieron vivir dos finales en 1988 y 2000 sin llegar a celebrar ningún título.
En la temporada 2021, cincuenta y siete años después del último título, el Melbourne F. C. se proclamó campeón de la AFL con un triunfo en la final frente al Western Bulldogs.

## Estadio
El Melbourne F. C. disputa sus partidos como local en Melbourne Cricket Ground, un estadio con capacidad para 100.000 espectadores
Melbourne Cricket Ground es considerado el recinto más importante del fútbol australiano desde su inauguración en 1852. El propietario de la instalación es el gobierno del estado de Victoria, por lo que tiene un uso compartido entre seis clubes: Melbourne, Richmond, Collingwood, Essendon, Hawthorn y Carlton.
Desde 2009, el equipo cuenta con una instalación al sureste de Melbourne, el estadio Casey Fields, cuyo campo principal tiene un aforo de 12.000 espectadores. Suele ser utilizado en entrenamientos y partidos de las categorías inferiores.

## Palmarés
| Competición                | Títulos                                                                      | Subcampeonatos               |
| -------------------------- | ---------------------------------------------------------------------------- | ---------------------------- |
| Premiership (VFL/AFL) (13) | 1900, 1926, 1939, 1940, 1941, 1948, 1955, 1956, 1957, 1959, 1960, 1964, 2021 | 1946, 1954, 1958, 1988, 2000 |
| Temporada regular (10)     | 1939, 1940, 1955, 1956, 1957, 1958, 1959, 1960, 1964, 2021                   | -                            |